# Jeff Hall
Jeffrey James Hall (Scunthorpe, 7 settembre 1929 – Birmingham, 4 aprile 1959) è stato un calciatore inglese, di ruolo difensore.

## Biografia
È stata la morte di Hall - giovane e sano calciatore di fama internazionale - a convincere la popolazione della Gran Bretagna sulla necessità di un vaccino contro la poliomielite. Anche se la malattia era generalmente temuta e il vaccino di Salk era disponibile, la diffusione era stata lenta. Nelle settimane seguenti alla morte di Hall, le cliniche  impostarono vaccinazioni d'emergenza e si iniziò a importare i rimedi dagli Stati Uniti per far fronte alla domanda.